# 卫矛
卫矛（学名：Euonymus alatus）为卫矛科卫矛属的植物。

## 形态

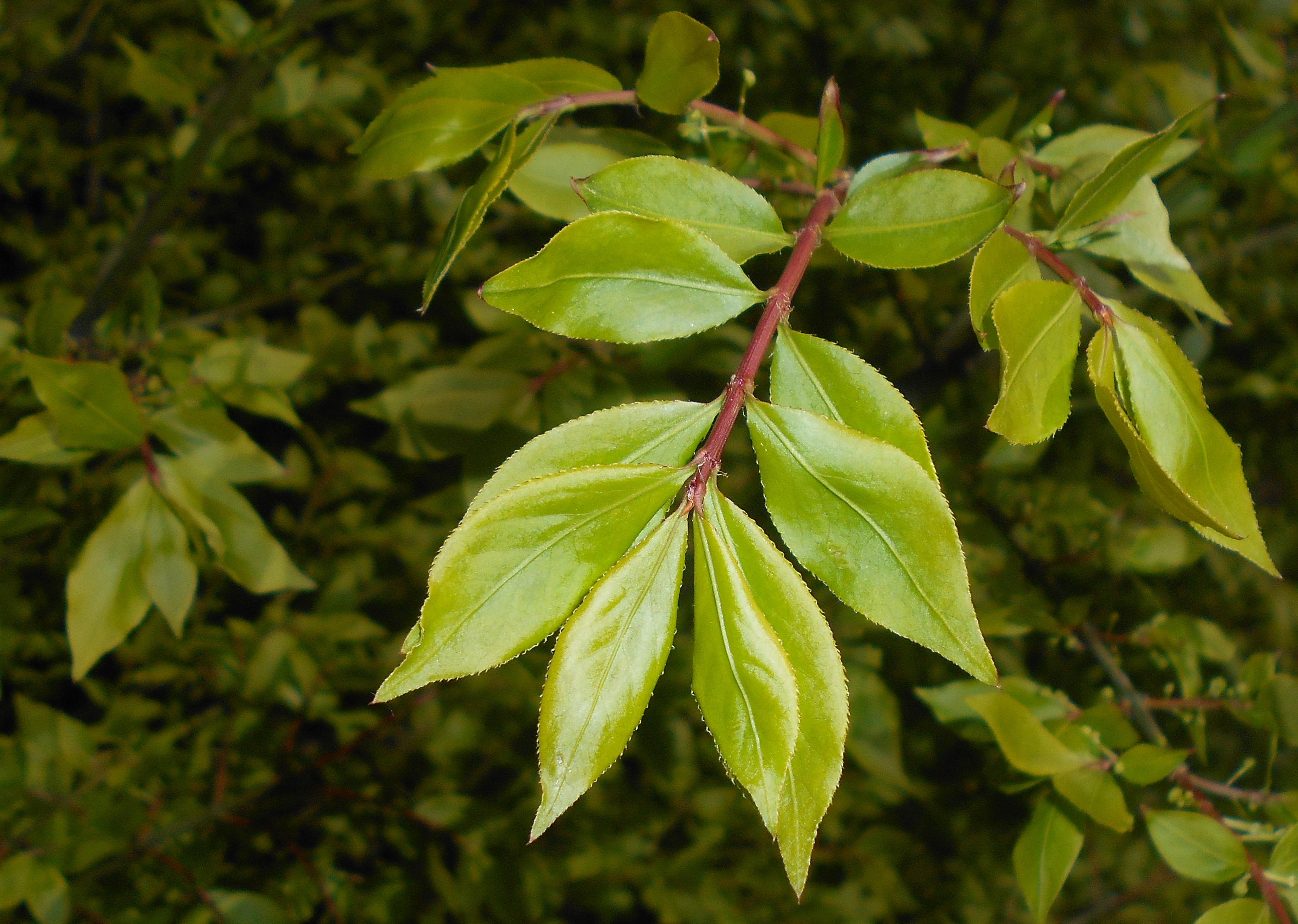
葉

落叶灌木，小枝4棱，具2～4条硬木栓质翅。倒卵状长椭圆形的叶片对生，叶面少光泽，先端尖，边缘有细锯齿，入秋红叶似锦，鲜艳夺目。淡黄绿色圆形小花，常3朵成一具短梗的聚伞花序。红紫色椭圆形蒴果，分成4个分果，仅1～2个分果发育，褐色种子，具桔红色假种皮。5～6月间开花，10月果熟。

## 分布
分布在朝鲜、日本以及中国大陆的青海、东北、西藏、海南、新疆、广东等地，生长于海拔150米至3,000米的地区，多生长于山坡以及沟地边沿。

## 外部連結
- 衛矛, Weimao （页面存档备份，存于） 藥用植物圖像數據庫 (香港浸會大學中醫藥學院) （繁體中文）（英文）

## 延伸阅读
[在维基数据编辑]
 《欽定古今圖書集成·博物彙編·草木典·衛矛部》，出自陈梦雷《古今圖書集成》